# Eunice Jepkorir
Eunice Jepkorir (* 17. února 1982, Eldama Ravine) je keňská běžkyně, specializující se na běh na 3000 metrů překážek.

## Kariéra
Svou kariéru započala v 15 letech a první závody absolvovala v Německu. Umístila se na sedmém místě na světovém šampionátu přespolních běhů v roce 2004 a s týmem Keni získala stříbrnou medaili. V roce 2005 vyhrála závod na 10 km v nizozemském Brunssumu. Čtrnáctá pak doběhla v tom samém závodě o rok později na světovém šampionátu silničních běžců. S národním týmem pak stejný závod vyhrála.
V roce 2007 pokořila keňský rekord v běhu na 3000 metrů překážek v norském Oslu, a to časem 9:19,44. O dva týdny později zaběhla v Aténách čas 9:14,52, což se stalo rekordem Afriky a Commonwealthu. Výrazného úspěchu tentýž rok dosáhla na atletickém světovém šampionátu, kde si doběhla pro bronzovou medaili.
Africký rekord v běhu na 3000 metrů přes překážky pokořila ještě dvakrát. Poprvé ve španělské Huelvě, časem 9:11,18, podruhé pak na olympiádě v Pekingu, časem 9:07,41, kde si také doběhla pro stříbrnou medaili.

## Osobní život
Její rodiče jsou rolníci a ona sama pochází z devíti sourozenců. Je provdaná za dalšího keňského běžce, Kiprona Menja.

## Osobní rekordy
- 3000 metrů překážek - 9:07,41
- 5000 metrů - 15:09,05
- 10000 metrů - 32:58,00